# Relais 4 x 200 mètres nage libre masculin aux Jeux olympiques d'été de 2020
Navigation
Rio 2016 Paris 2024
Le relais 4 x 200 m nage libre hommes est une épreuve des Jeux olympiques d'été de 2020 qui a eu lieu entre les 27 et 28 juillet 2021 au Centre aquatique olympique de Tokyo.

## Records
Avant cette compétition, les records dans cette discipline étaient :
| Record du monde  | 6:58.55 | États-Unis Michael Phelps (1:44.49) Ricky Berens (1:44.13) David Walters (1:45.47) Ryan Lochte (1:44.46)    | 31 juillet 2009 | Rome, Italie |
| Record olympique | 6:58.56 | États-Unis Michael Phelps (1:43.31) Ryan Lochte (1:44.28) Ricky Berens (1:46.29) Peter Vanderkaay (1:44.68) | 13 août 2008    | Pékin, Chine |

## Programme
L'épreuve de relais 4 x 200 m nage libre se déroule pendant deux jours consécutifs suivant le programme suivant :
Tous les horaires correspondent à l'UTC+9
| Date                     | Horaire | Manche |
| ------------------------ | ------- | ------ |
| Mardi 27 juillet 2021    | 19 h 58 | Séries |
| Mercredi 28 juillet 2021 | 12 h 26 | Finale |

## Médaillés
| Or                                                                               | Argent                                                                                                | Bronze                                                                                          |
| Grande-Bretagne Thomas Dean James Guy Matthew Richards Duncan Scott Calum Jarvis | ROC Martin Malyutin Ivan Girev Evgeny Rylov Mikhail Dovgalyuk Aleksandr Krasnykh Mikhail Vekovishchev | Australie Alexander Graham Kyle Chalmers Zac Incerti Thomas Neill Mack Horton Elijah Winnington |

## Résultats

### Séries
Les huit meilleures équipes se qualifient pour les demi-finales.
| Rang | Série | Ligne | Équipe          | Nageurs | Temps   | Remarques |
| ---- | ----- | ----- | --------------- | --- | ------- | --------- |
| 1    | 2     | 3     | Grande-Bretagne | Matthew Richards (1:46.35) James Guy (1:44.66) Calum Jarvis (1:45.53) Thomas Dean (1:46.71)                    | 7:03.25 | Q         |
| 2    | 2     | 4     | Australie       | Alexander Graham (1:45.72) Mack Horton (1:47.51) Elijah Winnington (1:46.19) Zac Incerti (1:45.58)             | 7:05.00 | Q         |
| 3    | 1     | 5     | Italie          | Stefano Di Cola (1:47.00) Matteo Ciampi (1:45.64) Marco De Tullio (1:46.78) Filippo Megli (1:45.63)            | 7:05.05 | Q         |
| 4    | 1     | 4     | ROC             | Mikhail Dovgalyuk (1:46.56) Aleksandr Krasnykh (1:46.78) Ivan Girev (1:45.71) Mikhail Vekovishchev (1:46.11)   | 7:05.16 | Q         |
| 5    | 2     | 5     | États-Unis      | Drew Kibler (1:46.12) Andrew Seliskar (1:46.17) Patrick Callan (1:47.12) Blake Pieroni (1:46.21)               | 7:05.62 | Q         |
| 6    | 1     | 7     | Suisse          | Antonio Djakovic (1:46.41) Nils Liess (1:47.23) Noè Ponti (1:47.11) Roman Mityukov (1:45.84)                   | 7:06.59 | Q, NR     |
| 7    | 2     | 2     | Allemagne       | Lukas Märtens (1:47.27) Poul Zellmann (1:45.80) Henning Mühlleitner (1:48.11) Jacob Heidtmann (1:45.58)        | 7:06.76 | Q         |
| 8    | 2     | 6     | Brésil          | Luiz Altamir Melo (1:48.01) Fernando Scheffer (1:46.09) Murilo Sartori (1:46.76) Breno Correia (1:46.87)       | 7:07.73 | Q         |
| 9    | 1     | 3     | Chine           | Ji Xinjie (1:47.14) Hong Jinquan (1:48.17) Zhang Ziyang (1:46.89) Wang Shun (1:46.07)                          | 7:08.27 |           |
| 10   | 1     | 1     | Israël          | Denis Loktev (1:46.64 NR) Daniel Namir (1:47.41) Tomer Frankel (1:48.19) Gal Cohen Groumi (1:46.41)            | 7:08.65 | NR        |
| 11   | 1     | 6     | France          | Jordan Pothain (1:47.30) Hadrien Salvan (1:48.09) Enzo Tesic (1:46.84) Jonathan Atsu (1:46.65)                 | 7:08.88 |           |
| 12   | 2     | 7     | Japon           | Konosuke Yanagimoto (1:48.50) Katsuhiro Matsumoto (1:45.35) Kosuke Hagino (1:47.90) Kotaro Takahashi (1:47.78) | 7:09.53 |           |
| 13   | 2     | 1     | Corée du Sud    | Lee Yoo-yeon (1:49.55) Hwang Sun-woo (1:48.88) Kim Woo-min (1:49.24) Lee Ho-joon (1:47.36)                     | 7:15.03 |           |
| 14   | 2     | 8     | Irlande         | Jack McMillan (1:46.66 NR Finn McGeever (1:48.46) Brendan Hyland (1:51.28) Shane Ryan (1:49.08)                | 7:15.48 |           |
| 15   | 1     | 8     | Pologne         | Kacper Majchrzak (1:49.32) Jakub Kraska (1:47.94) Kamil Sieradzki (1:50.44) Radosław Kawęcki (1:51.21)         | 7:18.91 |           |
|      | 1     | 2     | Hongrie         | Balázs Holló (1:47.41) Gabor Zombori (1:47.27) Dominik Kozma Richárd Márton                                    | DSQ     |           |

### Finale
Le Grande-Bretagne a remporté la finale du relais 4 x 200 m nage libre.
| Rang | Ligne | Pays            | Nageurs                                                                                                  | Temps   | Remarques |
| ---- | ----- | --------------- | --- | ------- | --------- |
| 1    | 4     | Grande-Bretagne | Thomas Dean (1:45.72) James Guy (1:44.40) Matthew Richards (1:45.01) Duncan Scott (1:43.45)              | 6:58.58 | AR        |
| 2    | 6     | ROC             | Martin Malyutin (1:45.69) Ivan Girev (1:45.63) Evgeny Rylov (1:45.26) Mikhail Dovgalyuk (1:45.23)        | 7:01.81 |           |
| 3    | 5     | Australie       | Alexander Graham (1:46.00) Kyle Chalmers (1:45.35) Zac Incerti (1:45.75) Thomas Neill (1:44.74)          | 7:01.84 |           |
| 4    | 2     | États-Unis      | Kieran Smith (1:44.74) Drew Kibler (1:45.51) Zach Apple (1:47.31) Townley Haas (1:44.87)                 | 7:02.43 |           |
| 5    | 3     | Italie          | Stefano Ballo (1:45.77) Matteo Ciampi (1:45.88) Filippo Megli (1:45.33) Stefano Di Cola (1:46.26)        | 7:03.24 |           |
| 6    | 7     | Suisse          | Antonio Djakovic (1:45.77 NR) Nils Liess (1:47.74) Noè Ponti (1:46.93) Roman Mityukov (1:45.68)          | 7:06.12 | NR        |
| 7    | 1     | Allemagne       | Lukas Märtens (1:46.68) Poul Zellmann (1:46.30) Henning Mühlleitner (1:48.04) Jacob Heidtmann (1:45.49)  | 7:06.51 |           |
| 8    | 8     | Brésil          | Fernando Scheffer (1:45.93) Murilo Sartori (1:46.09) Breno Correia (1:48.11) Luiz Altamir Melo (1:48.09) | 7:08.22 |           |